# The Distillers (álbum)
The Distillers es el álbum debut de la banda norteamericana de punk rock The Distillers, publicado en el 2000.

## Lista de canciones
Todas las canciones fueron escritas por Brody Dalle excepto las indicadas.
1. "Oh Serena" – 2:32
2. "Idoless" – 2:28
3. "The World Comes Tumblin'" – 3:08
4. "L.A. Girl" – 2:59
5. "Distilla Truant" – 2:24
6. "Ask the Angels" (Ivan Kral, Patti Smith) – 3:10
7. "Oldscratch" – 0:43
8. "Girlfixer" (Dalle, Kim Fuellman) – 1:14
9. "Open Sky" – 3:07
10. "Red Carpet and Rebellion" – 3:08
11. "Colossus U.S.A." – 2:15
12. "Blackheart" – 1:45
13. "Gypsy Rose Lee" – 3:54
14. "The Blackest Years" – 7:28

## Músicos
The Distillers
- Brody Dalle - Voz, guitarra.
- Kim "Chi" Fuellman - Bajo, voz.
- Rose Casper - Guitarra.
- Matt Young - Batería.

Personal Adicional
- Ronnie King - Piano en "Ask the Angels".